# 豫咸
豫咸 (1854年—?)，字幼竹，李氏，鑲藍旗汉军包衣德寿管领下附贡生，清朝官员、同進士出身。

## 生平
光緒十一年乙酉科，顺天府乡试一百三十六名举人，二十年甲午科会试，第六十四名，二十一年（1895年），参加光緒乙未科殿試，登進士三甲91名。同年五月，著交吏部掣签分发各省，以知县即用。后官安徽知府。
著有《清夜齋文集》二十卷。

## 家族
- 曾祖李福；
- 祖李廣發；
- 父李淇，咸丰癸丑进士，内阁中书；
- 堂叔李江，同治壬戌进士；
- 从堂叔李津，光绪癸未进士；
- 再从堂叔李汾，光绪己丑进士；
- 女李氏，嫁镶蓝旗汉军、光緒二十一年（1895年）乙未科进士赵黻鸿（父同治十年（1871年）辛未科进士趙英祚；始祖良富，从龙入关，以军功入旗籍；祖母丁氏，其父道光六年（1826年）丙戌科武进士探花、御前侍卫、江西副将丁麟兆）[2]。